# والي الدين خضر
والي الدين خضر (مواليد 15 سبتمبر 1995) هو لاعب كرة قدم سوداني يلعب في مركز الوسط في نادي الهلال ومنتخب السودان.